# Alioranus pauper
Espèce
Synonymes
- Erigone paupera Simon, 1882

Alioranus pauper est une espèce d'araignées aranéomorphes de la famille des Linyphiidae.

## Distribution
Cette espèce se rencontre dans le bassin méditerranéen.

## Description
Le mâle holotype mesure 1,3 mm.
Les mâles mesurent de 1,3 à 1,6 mm et les femelles de 1,5 à 2,1 mm

## Systématique et taxinomie
Cette espèce a été décrite sous le protonyme Erigone paupera par Simon en 1882. Elle est placée dans le genre Dactylopisthes par Simon en 1884 puis dans le genre Alioranus par Simon en 1926.

## Publication originale
- Simon, 1882 : « Description d'espèces nouvelles du genre Erigone. » Bulletin de la Société Zoologique de France, vol. 6, p. 233-257 (texte intégral).